# 손복수
손복수(1963년 4월 10일 ~)는 대한민국의 시각디자이너이다.

## 생애
경상북도 청도군 출신으로 이서초등학교, 이서중고등학교와 계명대학교 미술대학과 동 대학원을 졸업하고 1988년 부산 미화당 백화점 디자인실에 입사, 종합광고대행사 조일기획, (주)미래광고기획 대표이사를 역임하고 1999년 1월부터 현재까지 미래광고기획 대표로 근무하면서 계명대학교 미술대학 시각디자인과 강사 및 경남도립 거창전문대학 산업디자인과 겸임교수를 역임, 미래전문대학 및 대구산업정보대학 출강과 더불어 작품활동을 하면서 개인전을 6회 개최하였다. 수상은 대한민국미술대전 외 39회와 국내외 초대 및 단체전에 158회 출품 하였으며, 2010년 다시 보는 새마을 손복수전
을 통해 많이 알려졌다.

## 논문 및 출판물
- 1999년 지방자치단체의 캐릭터 활용에 관한 연구 : 대구.경북 중심으로[2]
- 2001년 국내 한우 육 브랜드를 위한 BI디자인 개발에 관한 연구
- 2001년 인쇄매체 광고디자인
- 2002년 거창지역 농가수득증대를 위한 농산물포장디자인에 관한 연구
- 2009년 경북 청도의 근대미술과 현대 화단의 형성
- 2012년 청도 소싸움이야기 : 한국의 대표 놀이문화[3]
- 2012년 새마을운동발상지 청도, 새마을운동 42년 발자취

## 수상 경력
- 1998년 ~ 1999년 한국비쥬얼 디자인대전(특별상, 장려상)
- 1983년 ~ 2002년 대구산업디자인전람회(동상, 특별상2회, 특선2회)
- 1998년 ~ 2002년 경북미술대전(최우수상, 우수상, 특선)
- 1998년 ~ 2004년 대한민국 신조형미술대전(대상, 은상, 동상2회)
- 1998년 ~ 2007년 대구미술대전(특선4회, 입선6회)
- 1998년 한국일러스트레이션 전국공모전(특선)
- 2004년 대구상공회의 공로상 수상(디자인부문)
- 2009년 청도군 감사패(청도군수 이중근)
- 2010년 친환경미술상 수상(대구지방환경청장)

## 참고자료
노진규 기자 (2007년 10월 26일). “그래픽으로 재탄생한 청도 풍물…손복수 디자인전”. 매일신문.
“새마을운동 발상지 청도군 주제 시각디자인전”. 뉴시스. 2010년 7월 25일.
최세정 기자 (2012년 1월 26일). “청도 싸움소 기록은 나의 운명이죠”. 매일신문.
박원수 기자 (2012년 1월 26일). “청도소싸움은 한국의 대표 놀이문화”. 조선일보.